# 21745 Shadfan
21745 Shadfan este un asteroid din centura principală de asteroizi.

## Descriere
21745 Shadfan este un asteroid din centura principală de asteroizi. A fost descoperit pe 9 septembrie 1999 la Socorro, New Mexico, în cadrul proiectului LINEAR. Asteroidul prezintă o orbită caracterizată de o semiaxă mare de 2,61 ua, o excentricitate de 0,07 și o înclinație de 4,4° în raport cu ecliptica.